# كولن ماكناب
كولن ماكناب (بالإنجليزية: Colin McNab)‏ (6 أبريل 1902 - 25 نوفمبر 1970) هو لاعب كرة قدم بريطاني (وحمل سابقاً جنسية المملكة المتحدة لبريطانيا العظمى وأيرلندا) في مركز نصف الجناح. لعب مع نادي دندي.

## وصلات خارجية
- كولن ماكناب على موقع الاتحاد الإسكتلندي (الإنجليزية)
- كولن ماكناب على موقع قاعدة بيانات كرة القدم.إي يو (الإنجليزية)
- كولن ماكناب على موقع ناشيونال فوتبول تيمز (الإنجليزية)